# Сант'Антонио ди Суза
Сант'Антонио ди Суза (итал. Sant'Antonino di Susa) је насеље у Италији у округу Торино, региону Пијемонт.
Према процени из 2011. у насељу је живело 4156 становника. Насеље се налази на надморској висини од 383 м.

## Становништво
Према резултатима пописа становништва 2011. у општини је живело 4.333 становника.
| 1931. | 1936. | 1951. | 1961. | 1971. | 1981. | 1991. | 2001. | 2011. |
| ----- | ----- | ----- | ----- | ----- | ----- | ----- | ----- | ----- |
| 1.977 | 2.062 | 2.245 | 2.806 | 3.435 | 3.986 | 3.930 | 4.023 | 4.333 |